# Helinä Rautavaara
Pour les articles homonymes, voir Rautavaara.
Helinä Rautavaara, née le 24 mars 1929 à Helsinki (Finlande) et morte le 27 février 1998, dans la même ville, est une exploratrice, aventurière, collectionneuse et journaliste finlandaise. Elle voyage en Afrique, en Asie et en Amérique latine et collecte de nombreux objets ethnographiques et des informations sur les cultures. Sa collection est aujourd'hui exposée au musée Helinä Rautavaara à Espoo.

## Biographie
Helinä Rautavaara est la fille du professeur de botanique Toivo Rautavaara. Elle étudie la psychologie, obtient son diplôme, mais n'exerce jamais cette profession. Elle veut voyager « le plus loin possible » et écrit sur ses voyages dans des magazines finlandais. Son premier voyage a lieu en Afrique du Nord. Son deuxième, en Irak, en Iran, en Afghanistan, en Inde, au Népal et à Ceylan, dure deux ans. Elle s'intéresse aux religions et commence à enregistrer ce qu'elle voit sur des photographies, des cassettes audio et des films. Plus tard, elle collectionne également des objets liés aux rituels,.
Elle reprend ses études à deux reprises : en 1958-1959 à l'université du Michigan, à Ann Arbor, et en 1972 à l'université d'Helsinki, où elle suit des cours sur l'étude des religions. Elle rassemble des documents en vue d'une thèse de doctorat, qu'elle ne rédigera jamais.

## Musée Helinä Rautavaara
Dans les années 1980, Helinä Rautavaara a une collection si importante qu'elle ouvre son propre musée. En 1997, une fondation est créée avec la ville d'Espoo et les collections sont placées dans le centre d'exposition de l'immeuble WeeGee. Le musée Helinä Rautavaara est le musée ethnographique le plus visité de Finlande.

## Filmographie
- 1997 : Valopilkku, épisode 2, saison 3. Série documentaire[4].
- 1998 : Henget ja mina, Helina Rautavaaran tuliaisia Temppleista, documentaire de 51 min de Mirja Metsola[5].